# Spil for livet
Spil for livet er en konkurrence for unge klassike musikere i alderen 10 til 19 år. Konkurrencen har en første pris på kr. 100.000.
Konkurrencen vises på DR2.